# Rick Laird
Pour les articles homonymes, voir Laird (homonymie).
Richard Quentin Laird, né en 1941 à Dublin et mort le 4 juillet 2021, est un bassiste irlandais surtout connu pour sa place dans le groupe de jazz fusion Mahavishnu Orchestra.

## Biographie
Rick Laird  grandit dans une famille de musiciens. Sa mère est une pianiste de talent, maîtrisant parfaitement tout, des pièces classiques impressionnistes au boogie-woogie, tandis que son père jouait de l'ukulélé. Dès son plus jeune âge, il montre un vif intérêt pour la musique et fait ses premières expériences sur le piano, l'ukulélé et la guitare. Il s'inspire de beaucoup de musicien comme Erroll Garner, George Shearing ou Louis Armstrong.
Ses parents divorcent au milieu des années 50 et Rick Laird déménage en Nouvelle-Zélande avec sa mère. C'est là qu'il reprend la guitare et commence également à découvrir les nouveaux sons de jazz de l'époque. Le jeu de Ray Brown sur un disque d'Oscar Peterson l'amène à commencer à jouer des parties de basse à la guitare. Il a fini par apprendre lui-même la contrebasse et, bon débrouillard, il décroche rapidement son premier concert local.
Il passe de la Nouvelle-Zélande à l'Australie en jouant avec les meilleurs musiciens de jazz du continent. De là, il se rend en Angleterre et part en tournée en Europe avec Lambert, Hendricks & Ross et quelques concerts avec Ronnie Scott's. Il joue avec tout le monde, Zoot Sims Al Cohn ou encore Brian Auger. C'est en jouant avec le groupe de ce dernier qu'il rencontre pour la première fois le guitariste John McLaughlin mais leur contact est très bref. Il en va de même que son mandat avec Auger qui souhaite alors que Rick Laird passe à la basse électrique ; mais, puriste du jazz, celui-ci refuse encore cet instrument.
Il  étudie à la Guildhall School of Music de Londres, ajoutant la technique classique à sa gamme. Au milieu de toute cette activité, Laird a pu apporter sa première contribution à l'enregistrement par le biais de films, lorsque Sonny Rollins en 1966 le recrute pour jouer sur la bande originale du film Alfie le dragueur. Son travail chez Ronnie Scott prend fin à temps pour que Laird profite d'une bourse afin de fréquenter le Berklee College of Music de Boston, où il a entreprend l'étude de l'arrangement et de la composition, avant de se rendre finalement aux États-Unis, son pays d'origine
En 1968, il s’est imposé par force avec la basse électrique.